# Clones (film, 2009)
Pour les articles homonymes, voir Clone.
Pour plus de détails, voir Fiche technique et Distribution.
Clones (Surrogates) est un film de science-fiction américain de Jonathan Mostow sur le scénario de Michael Ferris et John Brancato d'après les personnages du comic book The Surrogates créés par Robert Venditti et Brett Weldele, mettant en scène Bruce Willis, Radha Mitchell et Ving Rhames.
Ce film est sorti dans les salles le 25 septembre au Canada et aux États-Unis, et le 28 octobre 2009 en France.

## Synopsis
Dans une société futuriste, le commerce des « clones » (traduit de l'anglais surrogates : un robot de substitution) est en plein développement. L'énorme majorité de la population pilote une version robotisée d'elle-même, actionnée mentalement. Pour éviter de se montrer en public, ces personnes se servent de leur « clone » pour tout faire à leur place : elles sont ainsi en grande partie immunisées contre les désagréments de la vie. Il existe pourtant des réserves, dirigées par un homme nommé « Le Prophète », où habitent des humains qui refusent d'utiliser cette technologie (Les Réfractaires).
Au début du film, deux « clones » sont détruits à l'aide d'une arme inusitée. Les propriétaires de ces « clones » meurent également sur le coup, couchés dans leurs fauteuils servant à piloter les clones. Parmi eux se trouve le fils de l'inventeur de cette technologie. Des « clones » de policiers sont dépêchés sur place pour découvrir les causes de ces meurtres, premiers à survenir depuis des années.
Pendant que l'enquête se déroule, l'agent Tom Greer (Bruce Willis) vit une situation tendue avec sa femme. Il tente de renouer le contact avec elle, sans utiliser un « clone » comme intermédiaire, mais elle refuse, car minée par une situation dramatique, la mort de leur fils.
Après une poursuite dramatique qui se solde par la destruction de son « clone » dans l'une des réserves, l'agent Greer est suspendu pour avoir enfreint la délimitation du territoire des Réfractaires. Il en profite pour ré-apprendre à vivre une vie d'humain sans « clone ».
Pendant leur enquête, l'agent Greer et l'agent Peters (Radha Mitchell) mettront au jour une conspiration qui vise à détruire tous les « clones » et leurs propriétaires. Finalement, tous les clones sont détruits dans le monde entier et leurs propriétaires vivants rescapés ressortent de leurs maisons. L'humanité doit retrouver sa créativité et revivre en apprenant à renaître avec les réfractaires et en se passant de leurs clones de substitution qui n'étaient que des objets robotisés mentalement contrôlés et sans conscience personnelle.

## Fiche technique
Sauf indication contraire, les informations mentionnées dans cette section peuvent être confirmées par les bases de données cinématographiques IMDb et Allociné,  présentes dans la section « Liens externes ».
- Titre original : Surrogates
- Titre français et québécois : Clones[2]
- Réalisation : Jonathan Mostow
- Scénario : Michael Ferris et John Brancato d'après le comics The Surrogates de Robert Venditti et Brett Weldele
- Musique : Richard Marvin
- Direction artistique : Tom Reta et Dan Webster
- Décors : Jeff Mann
- Costumes : April Ferry
- Photographie : Oliver Wood
- Son : David E. Fluhr, Jon Johnson, Myron Nettinga,
- Montage : Kevin Stitt et Barry Zetlin[3]
- Production : Max Handelman, David Hoberman et Todd Lieberman
  - Production déléguée : Elizabeth Banks et David Nicksay
  - Coproduction : Todd Arnow
- Sociétés de production : Brownstone Productions (II), Mandeville Films, Road Rebel[3], Top Shelf Productions et Wintergreen Productions, présenté par Touchstone Pictures
- Société de distribution : Walt Disney Studios Motion Pictures (États-Unis, Québec, France)
- Budget : 80 millions de $[4],[5]
- Pays de production :  États-Unis
- Langue originale : anglais
- Format : couleur (Technicolor / DeLuxe) — 35 mm — 2,35:1 (Panavision) — son DTS / Dolby Digital / SDDS
- Genre : action, science-fiction, thriller
- Durée : 89 minutes
- Dates de sortie[6] :
  - États-Unis, Québec : 25 septembre 2009[2]
  - Belgique : 21 octobre 2009[7]
  - France : 28 octobre 2009[8]
- Classification :
  - États-Unis : accord parental recommandé, film déconseillé aux moins de 13 ans (PG-13 - Parents Strongly Cautioned)[N 1]
  - France : tous publics[9]
  - Belgique : tous publics (Alle Leeftijden)[7]
  - Québec : tous publics - déconseillé aux jeunes enfants (G - General Rating)[2]

## Distribution
Légende : Version française (VF) et ''Version québécoise (VQ)
- Bruce Willis[1] (VF : Patrick Poivey et VQ : Patrick Chouinard) : agent Tom Greer
- Radha Mitchell (VF : Marjorie Frantz et VQ : Camille Cyr-Desmarais) : agent Jennifer Peters
- Rosamund Pike (VF : Laurence Dourlens et VQ : Catherine Proulx-Lemay) : Maggie Greer
- James Cromwell (VF : Michel Ruhl et VQ : Marc Bellier) : Canter vieux
- Ving Rhames (VF : Said Amadis et VQ : Widemir Normil) : le prophète
- Victor Webster : Lopez
- Boris Kodjoe (VF : Gilles Morvan et VQ : Marc-André Bélanger) : agent spécial Andy Stone
- James Francis Ginty (VF : Philippe Bozo et VQ : Patrice Dubois) : Le clone de Canter
- Jack Noseworthy (VF : Bruno Choel et VQ : Alexis Lefebvre) : Strickland
- Devin Ratray (VF : Adrien Antoine et VQ : Louis-Philippe Dandenault) : Bobby
- Michael Cudlitz (VF : David Kruger et VQ : Sylvain Hétu) : colonel Brendon
- Jeffrey De Serrano : Armando
- Helena Mattsson : JJ
- Brian Parrish : Hard Hat
- Jennifer Alden (VF : Malvina Germain) : Concierge
- Shane Dzicek : Jarid Canter
- Jordan Belfi (VF : Éric Métayer et VQ : Martin Watier) : Victor Welch
- J.L. Highsmith : Steinberg
- Valerie Azlynn (VQ : Pascale Montreuil) : Bridget
- Nicholas Purcell : Pulaski
- Max Murphy : Capitaine
- Michael O'Toole : Hirosuke
- David Conley : Miller
- Bruce-Robert Serafin (VF : Marc Alfos) : Bud
- Cody Christian (VF : Thomas Sagols) : Canter enfant
- Floyd Richardson (VF : Serge Faliu) : Dr Seth Steinberg
- Ian Novick : Andre
- Todd Cahoon : Brian
- Taylor Cole : Employée service juridique
- Ella Thomas (VF : Stéphanie Lafforgue) : Lisa
- Trevor Donovan : Surrie / Greer
- Dr.Hiroshi Ishiguro : en personne (brève apparition)
- Dr.Takeo Kanade : en personne (brève apparition)

## Production

### Genèse et Développement
Avec l'intention de distribution de Touchstone Pictures, The Walt Disney Company achète le droit d'adaptation du comic book The Surrogates en mars 2007, édité chez Top Shelf Productions entre 2005 et 2006, créé par le scénariste Robert Venditti et le dessinateur Brett Weldele. Le projet a été conçu par les producteurs Max Handelman et Elizabeth Banks, puis Todd Lieberman. Le réalisateur de Terminator 3 : Le Soulèvement des machines (2003), Jonathan Mostow y joint pour diriger le film sur le scénario de Michael Ferris et John Brancato qui avaient également travaillé avec lui sur ce film.

### Tournage
Le tournage commence à être développé en mars 2007 et débute alors en mai 2008 dans les villes du Massachusetts aux États-Unis, précisément à Worcester, Milford, Hopedale, Taunton, Lawrence et Wayland.

### Musique
Début automne 2008, Richard Marvin est engagé, pour le film Clones et, en même temps, retrouve le réalisateur avec qui il avait participé pour son troisième film U-571 (2000).
Le vidéoclip de la chanson I Will Not Bow du groupe Breaking Benjamin (présente dans le générique du film) comporte certains extraits du film.

## Éditions en vidéo
- En France, le film Clones est sorti en DVD et Blu-ray le 3 mars 2010[16],[17]. Par la suite, il est sorti en VOD le 11 juillet 2018[8].
- Au Québec, le film est sorti en DVD / Blu-ray le 26 janvier 2010[18].

## Autour du film

### Différences avec le comic
Il y a de nombreuses différences avec le comic : le prophète n'était pas un clone, de plus le Docteur Canter n'avait pas l'intention de tuer les utilisateurs et le héros voulait éviter l'arrêt des clones (mais il échoue).
Toute la structure intellectuelle et politico-sociale est différente et l'histoire du héros avec sa femme a une issue tragique.